# تریسا راسل
تریسا راسل (انگلیسی: Theresa Russell؛ زادهٔ ۲۰ مارس ۱۹۵۷) هنرپیشه و مانکن اهل ایالات متحده آمریکا است. وی از سال ۱۹۷۶ میلادی تاکنون مشغول فعالیت بوده‌است.
از فیلم‌هایی که وی در آن نقش داشته‌است، می‌توان به مرد عنکبوتی ۳، انسان بودن، آخرین سرمایه‌دار بزرگ، ساعات کار، مومن و روی عروسک اشاره کرد.